# Place to Be
Place to Be è un album in studio della pianista jazz giapponese Hiromi Uehara, pubblicato nel 2009.

## Tracce
1. BQE – 5:57
2. Choux à la Crème – 5:30
3. Sicilian Blue – 8:27
4. Berne, Baby, Berne! – 2:57
5. Somewhere – 5:39
6. Cape Cod Chips – 5:42
7. Island Azores – 4:30
8. Pachelbel's Canon – 5:23
9. Viva! Vegas: Show City, Show Girl – 3:57
10. Viva! Vegas: Daytime in Las Vegas – 4:30
11. Viva! Vegas: The Gambler – 5:38
12. Place to Be – 6:42
13. Green Tea Farm (Bonus track) – 4:08

## Formazione
- Hiromi Uehara - piano
- Akiko Yano - voce (traccia 13)